# Moorefield (Virgínia de l'Oest)
Moorefield és una població dels Estats Units a l'estat de Virgínia de l'Oest. Segons el cens del 2000 tenia 2.375 habitants.

## Demografia
Segons el cens del 2000, Moorefield tenia 2.375 habitants, 1.101 habitatges, i 626 famílies. La densitat de població era de 562,6 habitants per km².
Dels 1.101 habitatges en un 25% hi vivien nens de menys de 18 anys, en un 41,7% hi vivien parelles casades, en un 11,5% dones solteres, i en un 43,1% no eren unitats familiars. En el 37,6% dels habitatges hi vivien persones soles el 19,3% de les quals corresponia a persones de 65 anys o més que vivien soles. El nombre mitjà de persones vivint en cada habitatge era de 2,16 i el nombre mitjà de persones que vivien en cada família era de 2,82.
Per edats la població es repartia de la següent manera: un 22,1% tenia menys de 18 anys, un 9,9% entre 18 i 24, un 27,5% entre 25 i 44, un 21,9% de 45 a 60 i un 18,7% 65 anys o més.
L'edat mediana era de 39 anys. Per cada 100 dones de 18 o més anys hi havia 84,8 homes.
La renda mediana per habitatge era de 24.178 $ i la renda mediana per família de 28.919 $. Els homes tenien una renda mediana de 24.423 $ mentre que les dones 17.917 $. La renda per capita de la població era de 15.704 $. Entorn del 19,8% de les famílies i el 21,4% de la població estaven per davall del llindar de pobresa.

## Poblacions més properes
El següent diagrama mostra les poblacions més properes.